# Microprimnoa diabathra
Microprimnoa diabathra is een zachte koraalsoort uit de familie Primnoidae. De koraalsoort komt uit het geslacht Microprimnoa. Microprimnoa diabathra werd in 1989 voor het eerst wetenschappelijk beschreven door Bayer & Stefani. 